# Wąż (gra komputerowa)
Wąż (ang. snake) – gra komputerowa zainspirowana wydaną w październiku 1976 roku grą na automaty pod nazwą Blockade i spopularyzowana na przełomie XX i XXI wieku dzięki wersjom dla telefonów komórkowych firmy Nokia.

## Rozgrywka
Gracz kontroluje długie i cienkie stworzenie, podobne do węża, które porusza się po obramowanej planszy, zbierając jedzenie (lub inne przedmioty), próbując nie uderzyć własną głową o ściany otaczające planszę gry, a także o część własnego ciała. Kiedy wąż zje kawałek jedzenia, jego ogon robi się coraz dłuższy, co utrudnia grę. Gracz kontroluje kierunek ruchu węża za pomocą klawiszy strzałek (góra, dół, lewo, prawo). Gracz nie może zatrzymać węża, gdy gra jest w toku. Wąż może składać jaja, które są dodatkowymi przeszkodami.